# 아그네스 베르나우어

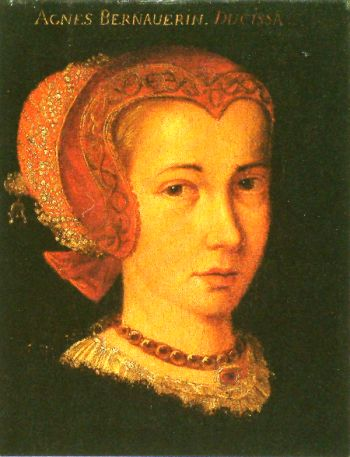
16세기에 그려진 초상화를 18세기에 아우크스부르크의 화가가 익명으로 모사한 것

아그네스 베르나우어(Agnes Bernauer, 1410년경 ~ 1435년 10월 12일)는 독일의 여성이었다. 아마도 알브레히트 3세 폰 비텔스바흐의 첫번째 부인이었다. 알브레히트 3세의 아버지 에른스트 폰 비텔스바흐의 반대를 무릅쓰고 은밀하게 결혼하여 블루텐부르크성에서 살고 있었지만, 결국 에른스트에 의해 마녀 재판으로 1435년 10월 12일 다뉴브강에 익사 처형되었다.